# Лек за живот
„Лек за живот“ (на английски: A Cure for Wellness) е психологически филм на ужасите от 2016 г. на режисьора Гор Вербински по сценарий на Джъстин Хейт, с участието на Дейн Дехан, Джейсън Айзъкс и Мия Гот. Този филм отбелязва последната филмова поява на Лиза Байнс преди смъртта ѝ през юни 2021 г.